# Weteringkerk

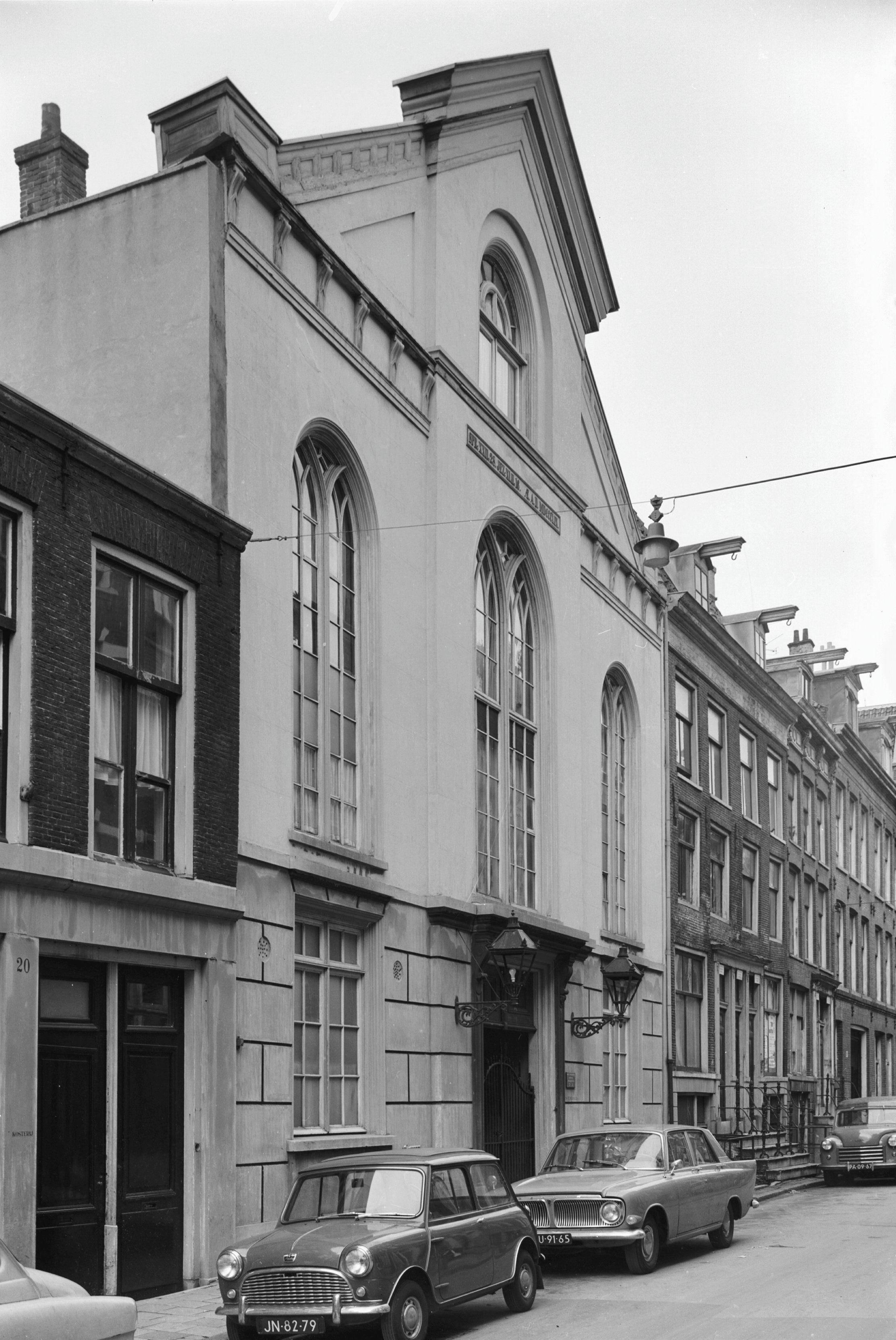
De (oude) Weteringkerk die dienstdeed van 1870 tot 1967. (foto:1964)

De Weteringkerk is een kerkgebouw aan de Veluwelaan in Amsterdam-Zuid. Het gebouw, destijds aangekondigd als Nieuwe Weteringkerk, werd in 1968/69 gebouwd.

## Geschiedenis
De oorspronkelijke Weteringkerk was een rond 1800 aan Derde Weteringdwarsstraat te Amsterdam gebouwd pand. Het was een theater dat na diverse bestemmingswijzigingen rond 1870 werd omgebouwd tot kerkgebouw voor de Vrije Evangelische Gemeenten, een kerkgenootschap dat was ontstaan uit de Christelijke Gereformeerde Kerken.
In de jaren zestig van de 20e eeuw was de staat van het gebouw zo slecht dat het gesloopt moest worden. De Vrije Evangelische Gemeente kon na de grondverkoop een kerk bouwen aan de Veluwelaan in de toen nieuwe Landstrekenbuurt. Tijdelijk moest gebruik gemaakt worden van een noodgebouw.

### Nieuwe kerk
De nieuwe Weteringkerk, een ontwerp van architect Jelle Abma, kwam in 1969 gereed. De bouwkosten bedroegen ca. 550.000 gulden. Voor het interieur was 100.000 gulden uitgetrokken. Er kwam een zaal met 220 plaatsen die door het wegnemen van een tussenwand kon worden vergroot zodat in totaal 400 kerkgangers de dienst konden bijwonen. De kerkzaal is van buitenaf te zien. Opvallend zijn de wand van glasblokken en de klokkenstoel.
De Vrije Evangelische Gemeente Amsterdam zou de kerk samen met steeds meer andere christelijke geloofsgemeenschappen tot najaar 2019 in gebruik houden. Er waren toen nog zo weinig leden dat een zelfstandig voortbestaan niet meer mogelijk was. Het gebouw ging over naar de Stichting Weteringkerk Amsterdam. Het is in 2020 verbouwd en vervolgens in gebruik genomen door diverse gebruikers ten behoeve van christelijke en sociaal-maatschappelijke doelen.